# Torre de Xúkhov
La Torre de Xúkhov (en rus Шуховская башня, transliterat Xúkhovskaia bàixnia), és una estructura hiperboloide, coneguda també amb el nom de torre de Xàbolovka.
És un marc d'acer aïllat de 160 metres d'altura. Una torre hiperbòlica construïda a Moscou entre 1920 i 1922 com a torre de transmissió de la xarxa de radiodifusió russa.

## Galeria

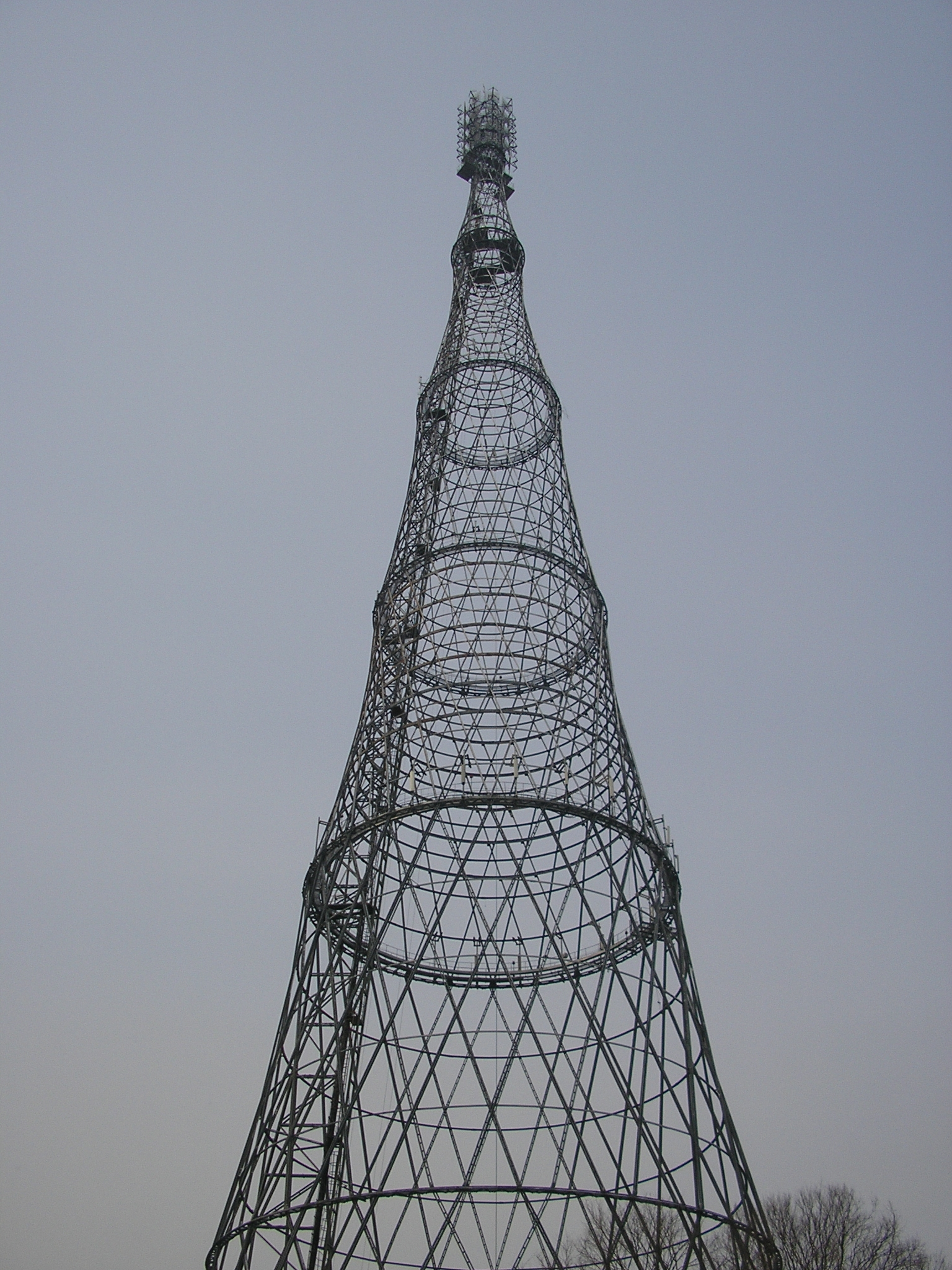
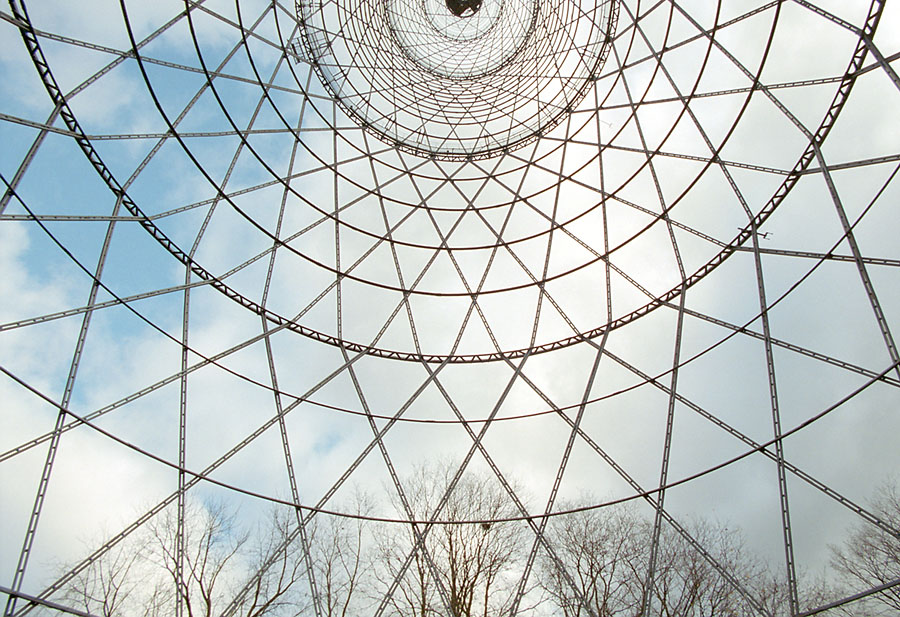
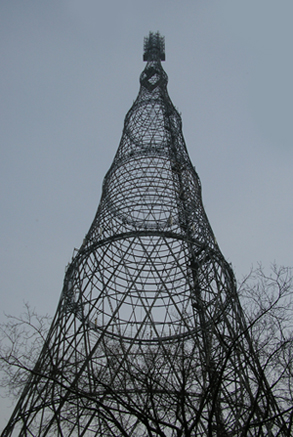
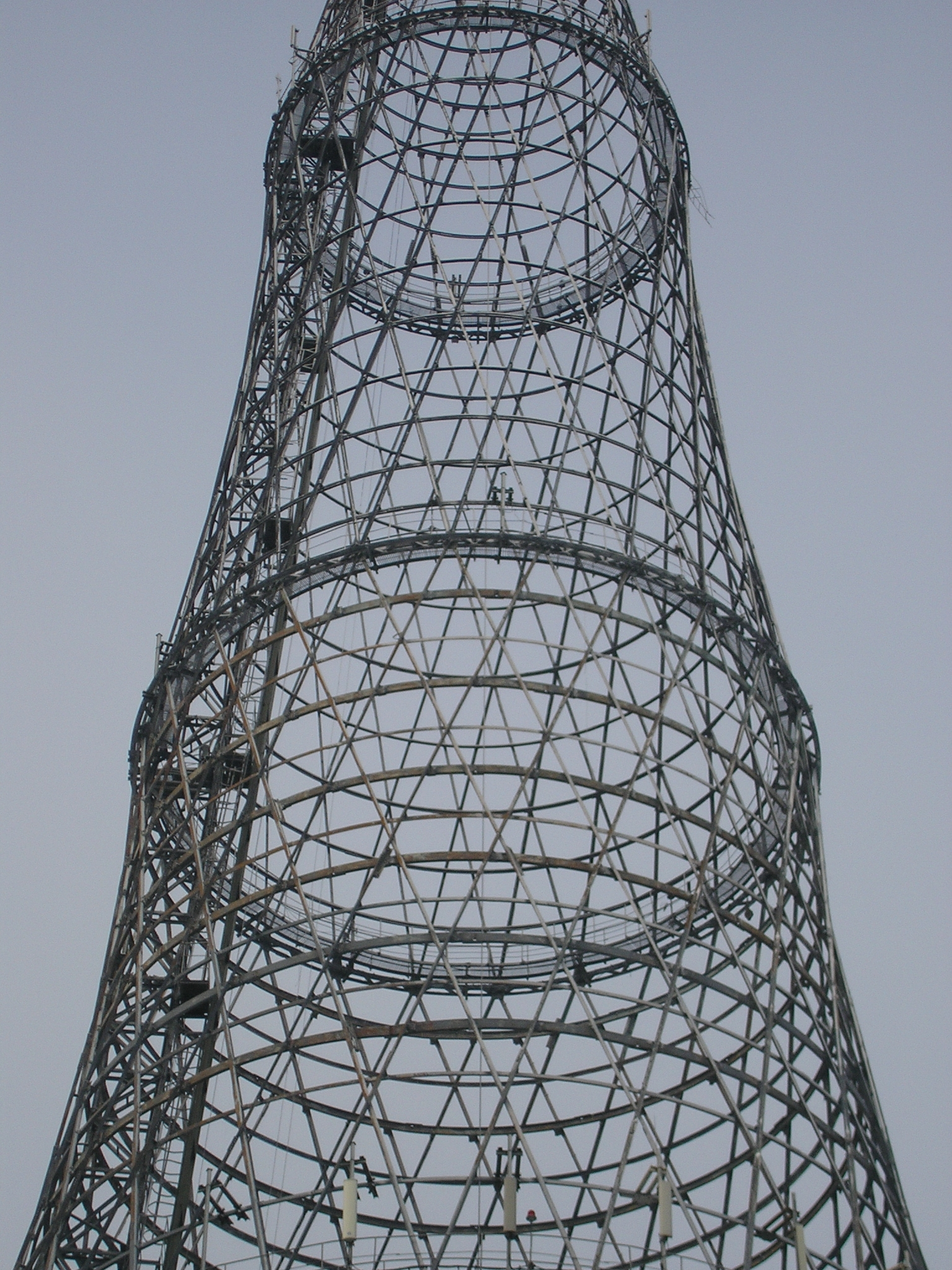
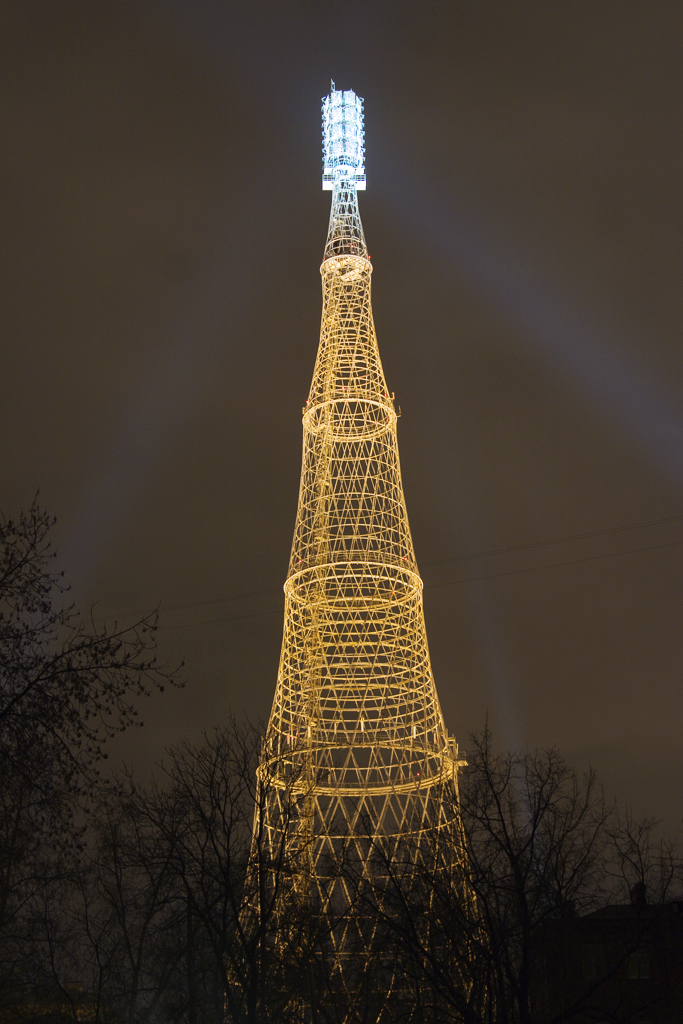
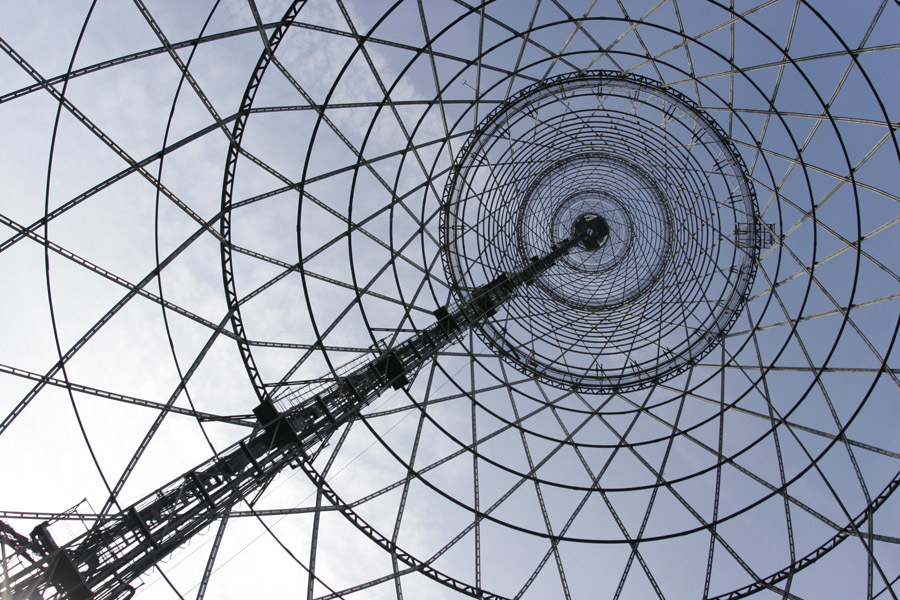
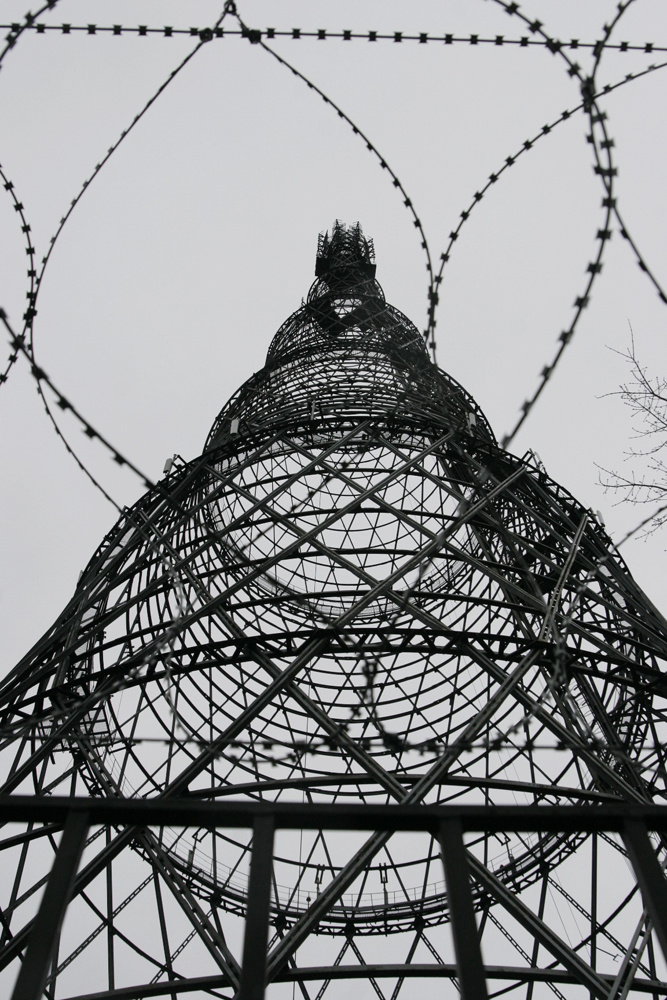
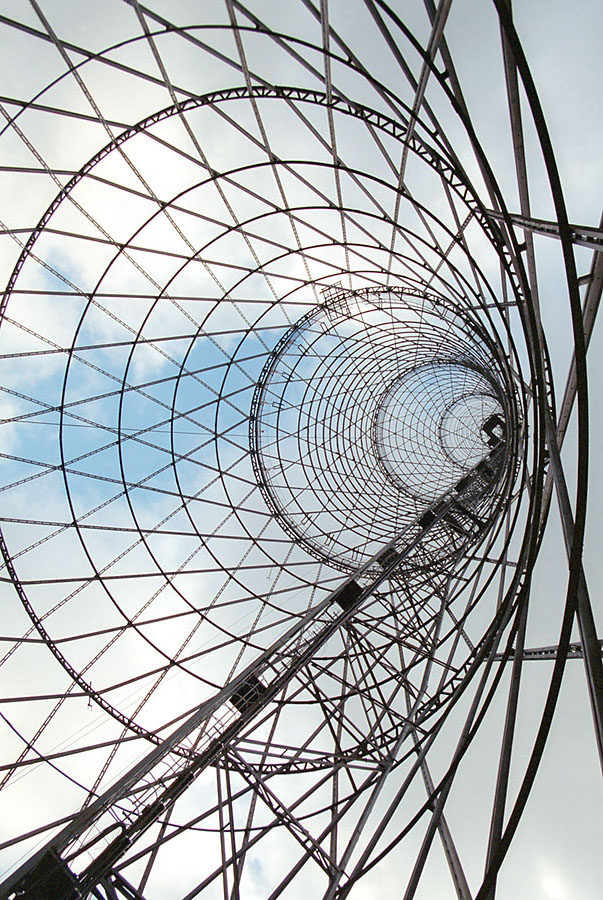
Torre de Xúkhov, Moscou
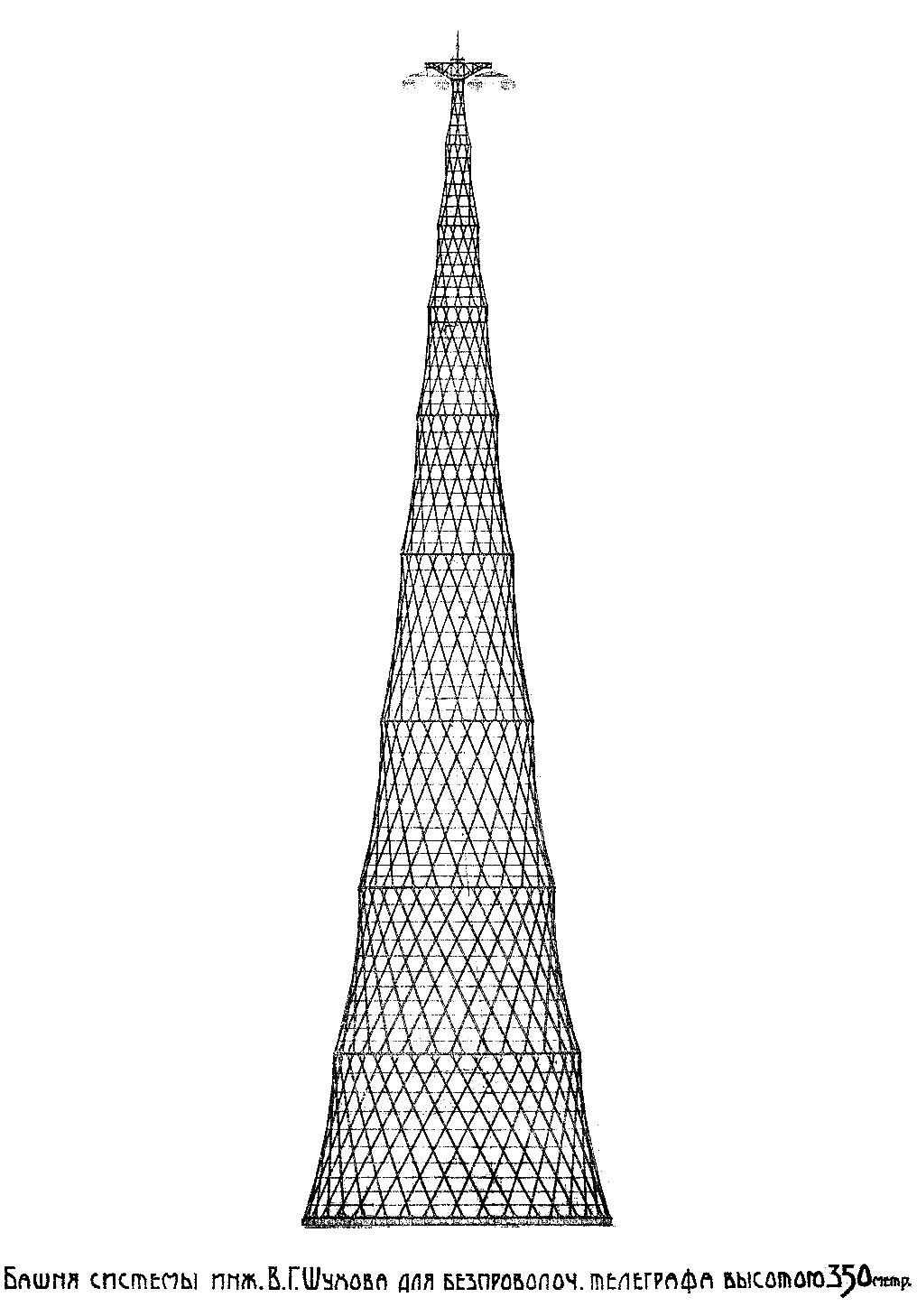
Primer projecte de la torre de radiocomunicacions de Xúkhov, de 1919 (350 m d'alt)